# Neusticurus rudis
Neusticurus rudis är en ödleart som beskrevs av  George Albert Boulenger 1900. Neusticurus rudis ingår i släktet Neusticurus och familjen Gymnophthalmidae. Inga underarter finns listade i Catalogue of Life.